# Swiss Super League (2020/2021)
Swiss Super League 2020/2021 (oficjalnie znana jako Raiffeisen Super League ze względów sponsorskich) – 124. edycja najwyższej klasy rozgrywkowej piłki nożnej w Szwajcarii. Brało w niej udział 10 drużyn, które w okresie od 19 września 2020 do 21 maja 2021 rozegrały 36 kolejek meczów. Sezon zakończył baraż o miejsce w przyszłym sezonie w Swiss Super League. Czwarty tytuł z rzędu, a 15. w swojej historii zdobył zespół BSC Young Boys. Kluby odrzuciły propozycję powiększenia ligi do 12 klubów z „formatem szkockim”.

## Drużyny
| Uczestnicy poprzedniej edycji                                                                                 | Uczestnicy poprzedniej edycji | Uczestnicy poprzedniej edycji | Uczestnicy poprzedniej edycji |
| --- | ----------------------------- | ----------------------------- | ----------------------------- |
| YBO | BSC Young Boys                | 1                             |                               |
| GAL | FC Sankt Gallen               | 2                             |                               |
| BAS | FC Basel                      | 3                             |                               |
| SER | Servette FC                   | 4                             |                               |
| LUG | FC Lugano                     | 5                             |                               |
| LUZ | FC Luzern                     | 6                             |                               |
| ZUR | FC Zürich                     | 7                             |                               |
| SIO | FC Sion                       | 8                             |                               |
| Awans z Challenge League 2019/2020                                                                            |                               |                               |                               |
| LAU | FC Lausanne-Sport             | 1                             |                               |
| po barażach                                                                                                   |                               |                               |                               |
| FCV | FC Vaduz                      | 2                             |                               |
| Oznaczenia: - kolumna pierwsza – skróty nazw drużyn, - kolumna trzecia – miejsce zajęte w poprzednim sezonie. |                               |                               |                               |

## Tabela
| Lp. | Drużyna        | M  | Z  | R  | P  | B+ | B– | +/– | Pkt | Kwalifikacja lub spadek                                                                 |
| --- | -------------- | -- | -- | -- | -- | -- | -- | --- | --- | --------------------------------------------------------------------------------------- |
| 1   | Young Boys (M) | 36 | 25 | 9  | 2  | 74 | 29 | +45 | 84  | Liga Mistrzów UEFA • II runda kwalifikacyjna                                            |
| 2   | Basel          | 36 | 15 | 8  | 13 | 60 | 53 | +7  | 53  | Liga Konferencji Europy UEFA • II runda kwalifikacyjna                                  |
| 3   | Servette       | 36 | 14 | 8  | 14 | 45 | 56 | −11 | 50  | Liga Konferencji Europy UEFA • II runda kwalifikacyjna                                  |
| 4   | Lugano         | 36 | 12 | 13 | 11 | 40 | 42 | −2  | 49  |                                                                                         |
| 5   | Luzern (P)     | 36 | 12 | 10 | 14 | 62 | 59 | +3  | 46  | Liga Konferencji Europy UEFA • III runda kwalifikacyjna                                 |
| 6   | Lausanne-Sport | 36 | 12 | 10 | 14 | 52 | 55 | −3  | 46  |                                                                                         |
| 7   | Sankt Gallen   | 36 | 11 | 11 | 14 | 45 | 48 | −3  | 44  |                                                                                         |
| 8   | Zürich         | 36 | 11 | 10 | 15 | 53 | 57 | −4  | 43  |                                                                                         |
| 9   | Sion (B, O)    | 36 | 8  | 14 | 14 | 48 | 58 | −10 | 38  | Baraże o utrzymanie                                                                     |
| 10  | Vaduz (S)      | 36 | 9  | 9  | 18 | 36 | 58 | −22 | 36  | Spadek do Swiss Challenge League Liga Konferencji Europy UEFA • II runda kwalifikacyjna |

1. ↑  Vaduz zakwalifikował się do drugiej rundy kwalifikacyjnej Ligi Konferencji Europy UEFA wygrywając Puchar Liechtensteinu.

## Wyniki
| Gospodarz \ Gość | BAS | LAU | LUG | LUZ | GAL | SER | SIO | VAD | YBO | ZÜR | BAS | LAU | LUG | LUZ | GAL | SER | SIO | VAD | YBO | ZÜR |
| ---------------- | --- | --- | --- | --- | --- | --- | --- | --- | --- | --- | --- | --- | --- | --- | --- | --- | --- | --- | --- | --- |
| Basel            |     | 2–1 | 2–2 | 3–2 | 0–0 | 1–0 | 4–2 | 2–2 | 0–2 | 1–4 |     | 0–0 | 2–0 | 4–1 | 1–0 | 5–0 | 2–2 | 1–2 | 1–1 | 4–0 |
| Lausanne-Sport   | 1–3 |     | 0–1 | 2–1 | 0–1 | 2–1 | 0–1 | 3–0 | 0–3 | 4–0 | 3–3 |     | 2–0 | 2–1 | 4–3 | 3–1 | 1–3 | 2–1 | 2–4 | 2–2 |
| Lugano           | 1–0 | 0–0 |     | 2–1 | 1–0 | 1–1 | 2–2 | 1–1 | 0–2 | 0–1 | 2–1 | 1–0 |     | 2–3 | 2–0 | 0–1 | 3–1 | 0–2 | 1–3 | 0–1 |
| Luzern           | 1–2 | 2–2 | 1–1 |     | 2–2 | 3–0 | 2–0 | 1–1 | 2–3 | 0–0 | 3–4 | 1–0 | 1–2 |     | 4–2 | 3–0 | 1–1 | 4–0 | 2–2 | 3–1 |
| Sankt Gallen     | 1–3 | 2–2 | 0–0 | 2–1 |     | 1–0 | 1–0 | 2–0 | 1–2 | 2–3 | 3–1 | 5–0 | 0–1 | 0–0 |     | 0–1 | 0–3 | 1–0 | 2–2 | 1–1 |
| Servette         | 1–0 | 1–1 | 1–1 | 1–3 | 2–2 |     | 1–1 | 1–1 | 0–0 | 2–1 | 2–1 | 1–4 | 1–1 | 4–2 | 1–2 |     | 3–5 | 1–2 | 2–1 | 3–1 |
| Sion             | 2–3 | 0–0 | 1–1 | 1–2 | 3–2 | 2–0 |     | 2–1 | 0–0 | 2–2 | 4–0 | 1–1 | 0–3 | 1–1 | 1–1 | 1–2 |     | 0–2 | 0–3 | 2–2 |
| Vaduz            | 0–2 | 0–2 | 1–1 | 1–1 | 0–1 | 0–2 | 4–1 |     | 0–0 | 1–4 | 1–1 | 0–3 | 0–3 | 1–2 | 2–1 | 1–3 | 3–0 |     | 0–2 | 3–2 |
| Young Boys       | 2–1 | 1–0 | 2–2 | 2–1 | 0–0 | 1–2 | 2–1 | 1–0 |     | 2–1 | 2–0 | 4–2 | 3–0 | 5–2 | 2–0 | 2–0 | 2–1 | 1–1 |     | 4–0 |
| Zürich           | 1–0 | 4–0 | 2–2 | 2–0 | 1–2 | 0–1 | 0–0 | 0–1 | 1–4 |     | 2–0 | 1–1 | 3–0 | 1–2 | 2–2 | 1–2 | 1–1 | 4–1 | 1–2 |     |

## Baraże o Super League
Drużyna Sion wygrała 6-4 dwumecz z Thun 
wicemistrzem Swiss Challenge League 
o miejsce w Swiss Super League na sezon 2021/2022.
| 27 maja 2021 | Thun                 | 1:4   | Sion                                                                     |                                                    |
| 20:30        | Dennis Salanovic 89' | (0:2) | 13' 63' (k) Guillaume Hoarau · 15' Matteo Tosetti · 86' Roberts Uldrikis | Stockhorn Arena Widzów: 100 Sędzia: Sandro Schärer |

| 30 maja 2021 | Sion                    | 2:3   | Thun                                                      |                                                 |
| 16:00        | Lubomir Tupta 30' 45+2' | (2:2) | 3' Omer Dzonlagi · 38' Josué Schmidt · 55' Nikki Havenaar | Stade Tourbillon Widzów: 100 Sędzia: Fedayi San |

## Najlepsi strzelcy
19 bramek
- Jean-Pierre Nsame (Young Boys)

18 bramek
- Arthur(inne języki) (Basel)

11 bramek
- Antonio Marchesano(inne języki) (Zürich)
- Grejohn Kyei(inne języki) (Servette)
- Jordan Pefok (Young Boys)
- Dejan Sorgić(inne języki) (Luzern)

10 bramek
- Pajtim Kasami (Basel)

9 bramek
- Anto Grgić(inne języki) (Sion)
- Kwadwo Duah (St. Gallen)
- Alex Schalk (Servette)

Źródło: sfl.ch, transfermarkt

## Stadiony
| Basel          |
| St. Jakob-Park |
| 38 512         |
|                |

| Lausanne-Sport                 |                      |
| Stade Olympique de la Pontaise | Stade de la Tuilière |
| 15 850                         | 12 544               |
|                                |                      |

| Lugano           |
| Stadio Cornaredo |
| 6 390            |
|                  |

| Luzern        |
| Swissporarena |
| 17 500        |
|               |

| Sankt Gallen |
| Kybunpark    |
| 19 694       |
|              |

| Servette        |
| Stade de Genève |
| 30 084          |
|                 |

| Sion             |
| Stade Tourbillon |
| 16 500           |
|                  |

| Vaduz             |
| Rheinpark Stadion |
| 7 584             |
|                   |

| Young Boys               |
| Stade de Suisse Wankdorf |
| 31 783                   |
|                          |

| Zürich             |
| Letzigrund Stadion |
| 23 605             |
|                    |